# Aeroportul Canela
Aeroportul Canela (IATA: CEL, ICAO: SSCN) este un aeroport din Rio Grande do Sul, Brazilia ce deservește zona Canela. Aeroportul a fost tranzitat în 2022 de 1.102 pasageri. A fost numit după scorțișoară.
Situat la o altitudine de 837 m, aeroportul dispune de 1 pistă.

## Infrastructură

### Piste
Aeroportul dispune de o singură pistă. Pista 6/24 are suprafața de asfalt și dimensiunile 1.260 m × 18 m. 